# Mark Rudd

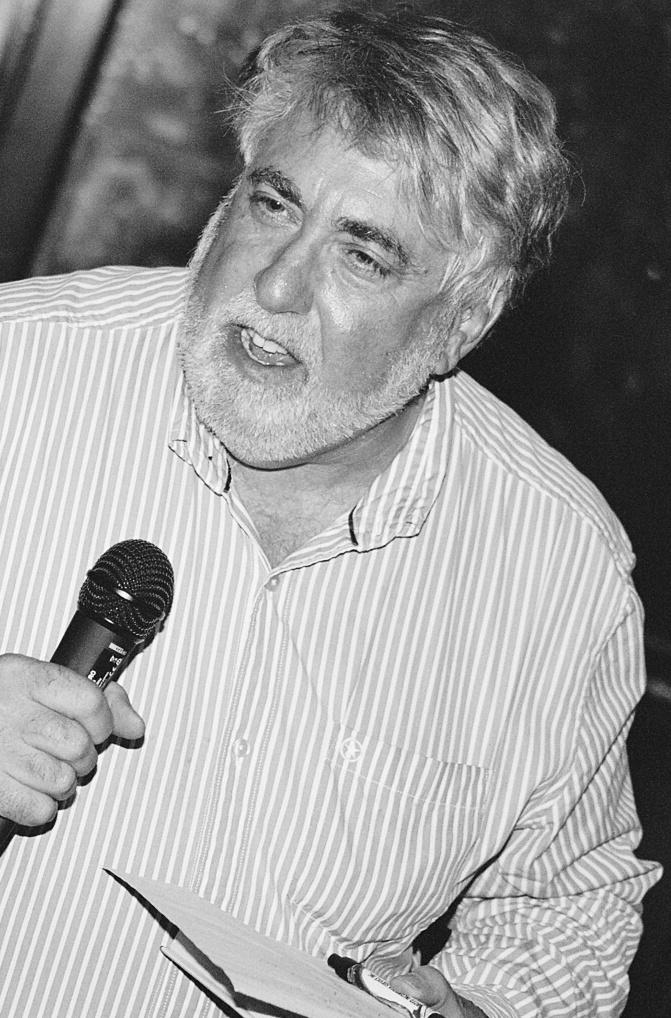
Mark Rudd, 2009

Mark William Rudd (* 2. Juni 1947) ist ein ehemaliges Mitglied der ehemaligen US-amerikanischen Untergrundorganisation Weather Underground (WUO).

## Leben
Rudd wurde im Jahr 1963 an der Columbia University Mitglied der dortigen Students for a Democratic Society (SDS). Im Jahr 1968 wurde er einer der Führer des SDS-Ablegers in Columbia. Bei den Studentenunruhen von 1968 an der Columbia University war er als Sprecher der Studenten aktiv, vor allem bei Anti-Vietnam-Kriegs-Demos. Als der Krieg ausbrach, setzte er sich zusammen mit anderen SDS-Führern dafür ein, die Organisation militanter auszurichten. Basierend auf diesem Engagement starteten er und andere den Weather Underground.
Rudd ging im Jahr 1970 in den Untergrund, nachdem bei der vorzeitigen Explosion einer Bombe des Weather Underground im Greenwich Village drei seiner WUO-Kollegen getötet wurden. Er stellte sich im Jahr 1977 den Behörden und wurde inhaftiert. Nachdem er eine Ausbildung am Central New Mexico Community College durchlaufen hatte, arbeitete er als Mathematiklehrer und lebt heute im Ruhestand in Albuquerque (New Mexico).

## Werke
- Underground: My Life with SDS and the Weathermen. Harper, New York 2010, ISBN 978-0-06-147276-3.